# انفجار أشعة غاما 080916C

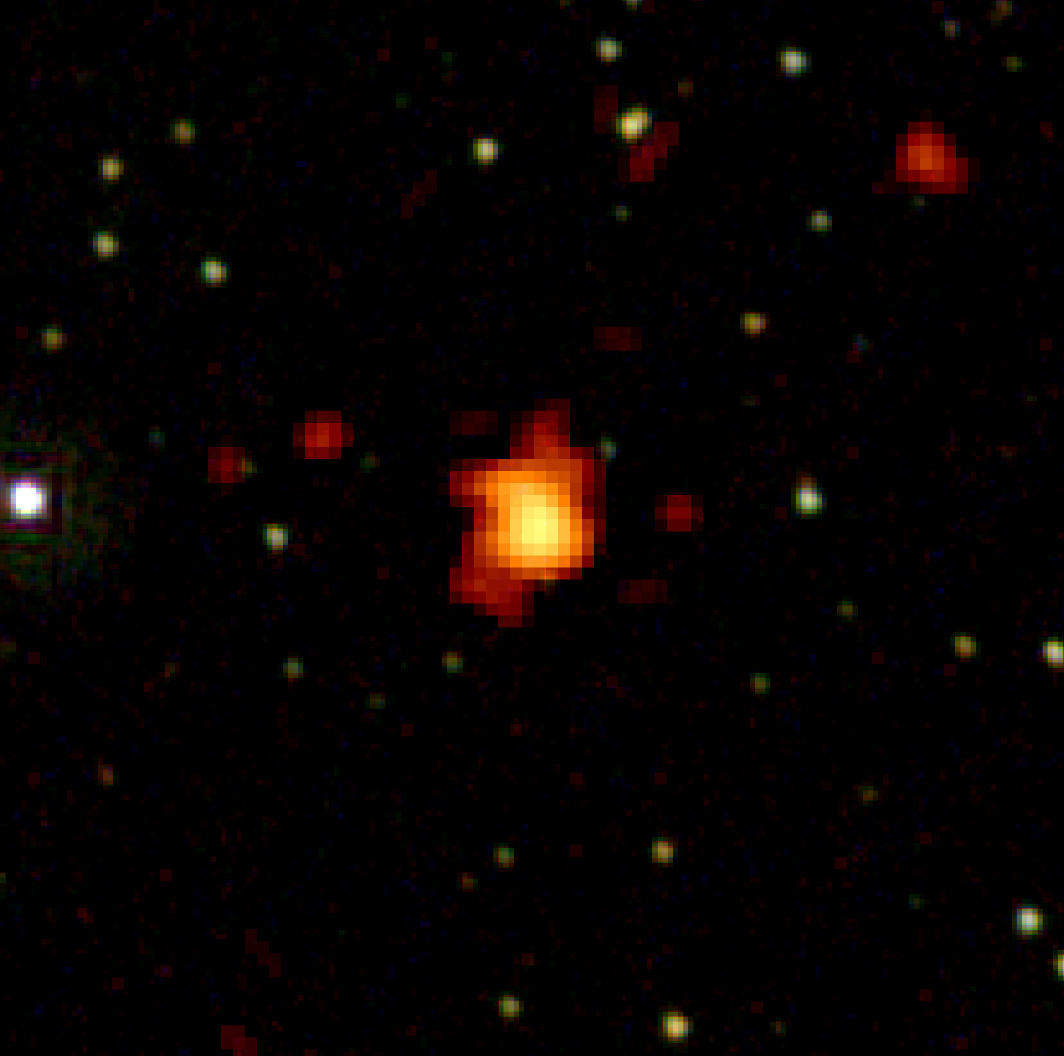

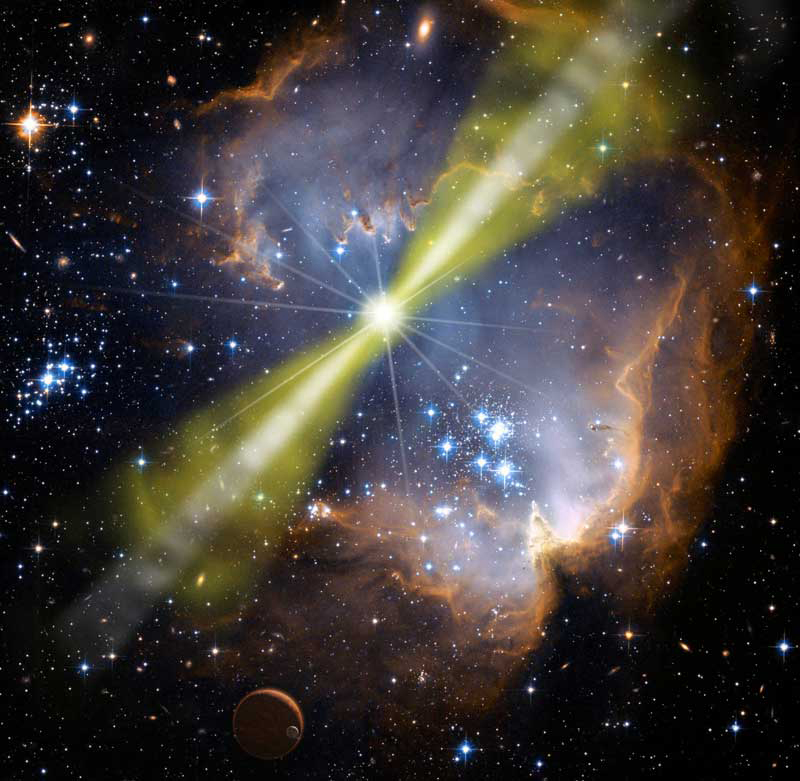
رسم توضيحي مبني على الحقائق العلمية لانفجار أشعة غاما ، حيث تنطلق نفاثتي البلازما ذات الطاقة العالية من النجم المنفجر.

انفجار أشعة غاما 080916C في علم الفلك (بالإنجليزية : GRB 080916C) هو انفجار أشعة غاما لأحد الأجرام السماوية ، حدث في 16 سبتمبر 2008 في كوكبة القاعدة . اكتشفه مرصد فيرمي الفضائي لأشعة غاما وكان في ذلك الحين هو أشد انفجار من هذا النوع تسجله المراصد. وكانت شدة الانفجار تعادل انفجار 9000 مستعر أعظم . وكان ذو نفاثتين من الغاز الساخن تصدر أشعة غاما ، وبينت القياسات أن الغاز كان ينطلق بسرعة قريبة جدا من سرعة الضوء (300.000 كيلومتر في الثانية) مما جعله أشد الانفجارات حتى الآن .

## اقرأ أيضًا
- انفجار أشعة غاما 080319ب
- انفجار أشعة غاما 971214
- انفجار أشعة غاما 060218
- انفجار أشعة غاما
- مستعر أعظم 1987 أي
- مستعر أعظم
- مستعر أعظم II
- مستعر أعظم نوع Ia
- إن جي سي 1309
- انفجار أشعة غاما 090423
- انفجار بتهوفن GRB 991216